# Émile Bayard (illustrateur)
 (juin 2021).
Si vous disposez d'ouvrages ou d'articles de référence ou si vous connaissez des sites web de qualité traitant du thème abordé ici, merci de compléter l'article en donnant les références utiles à sa vérifiabilité et en les liant à la section « Notes et références ».
Pour les articles homonymes, voir Bayard et Émile Bayard.

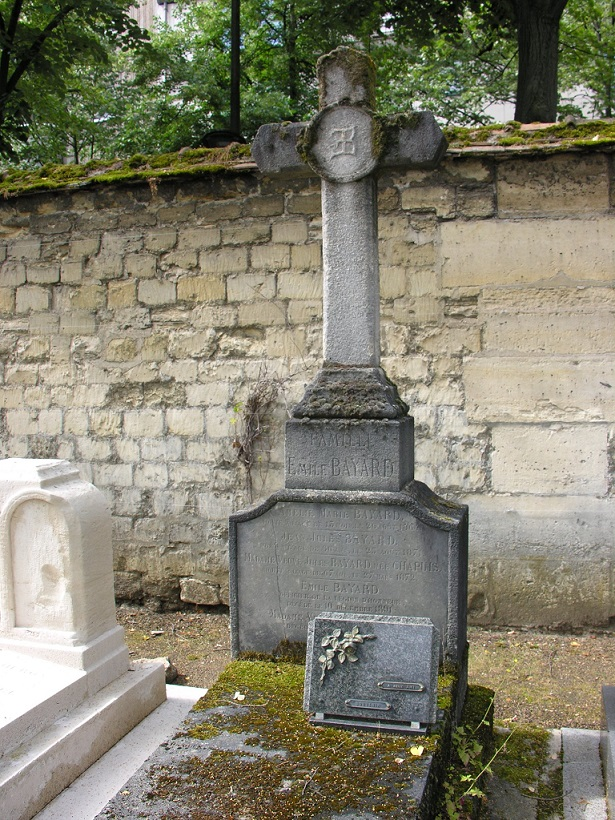
Vue de la sépulture au cimetière du Montparnasse.

Émile-Antoine Bayard, né à La Ferté-sous-Jouarre le 2 novembre 1837 et mort au Caire le 10 décembre 1891, est un peintre, décorateur, dessinateur et illustrateur français. Ce sont principalement ses dessins pour des commandes éditoriales qui retiennent aujourd'hui l'attention des amateurs. Sans être aussi audacieux que Paul Gavarni, il savait harmoniser les gestes aux expressions des visages, rendant ainsi ses personnages particulièrement expressifs.
Élève de Léon Cogniet, Émile Bayard est un contemporain de Gustave Doré. Il commence sa carrière à 15 ans et expose des dessins au fusain entre 1853 et 1861. Il s'agit en majorité de portraits et d'études de chevaux.
Son talent est alors régulièrement mis à contribution pour illustrer journaux et périodiques de l'époque. Ses dessins se retrouvent dans Le Journal de la jeunesse, Le Tour du monde, L'Illustration, Le Journal pour rire le Journal pour tous, et le Journal des voyages.
L'éditeur Louis Hachette, qui l'apprécie beaucoup, fait souvent appel à lui pour mettre en image des romans, notamment ceux de la Bibliothèque rose. Il illustre ainsi Les Misérables de Victor Hugo, François le bossu et Le Général Dourakine de la comtesse de Ségur, La Case de l'oncle Tom de Harriet Beecher Stowe, L’Immortel d’Alphonse Daudet, De la Terre à la Lune et Autour de la Lune de Jules Verne. Pour Hetzel, il se charge d'illustrer Romain Kalbris, d'Hector Malot.
Il réalise aussi des tableaux, fusains et dessins sur différents thèmes : la guerre de 1870, les batailles historiques (Après la bataille de Waterloo, 1875), les scènes de genre (Un duel de femmes, Une affaire d'honneur), les portraits (Portrait du commandant Franchetti, Portrait du colonel de Montbrison).
Il s'essaie également à la peinture décorative, dans la manière du XVIIIe siècle. Il décore notamment le foyer du théâtre du Palais-Royal à Paris. Gaston Coindre décrit son atelier rue Notre Dame des Champs.
Le fils d'Émile Bayard, prénommé également Émile (1868-1937), fut inspecteur académique et essayiste, mais également photographe et dessinateur.

## Galerie

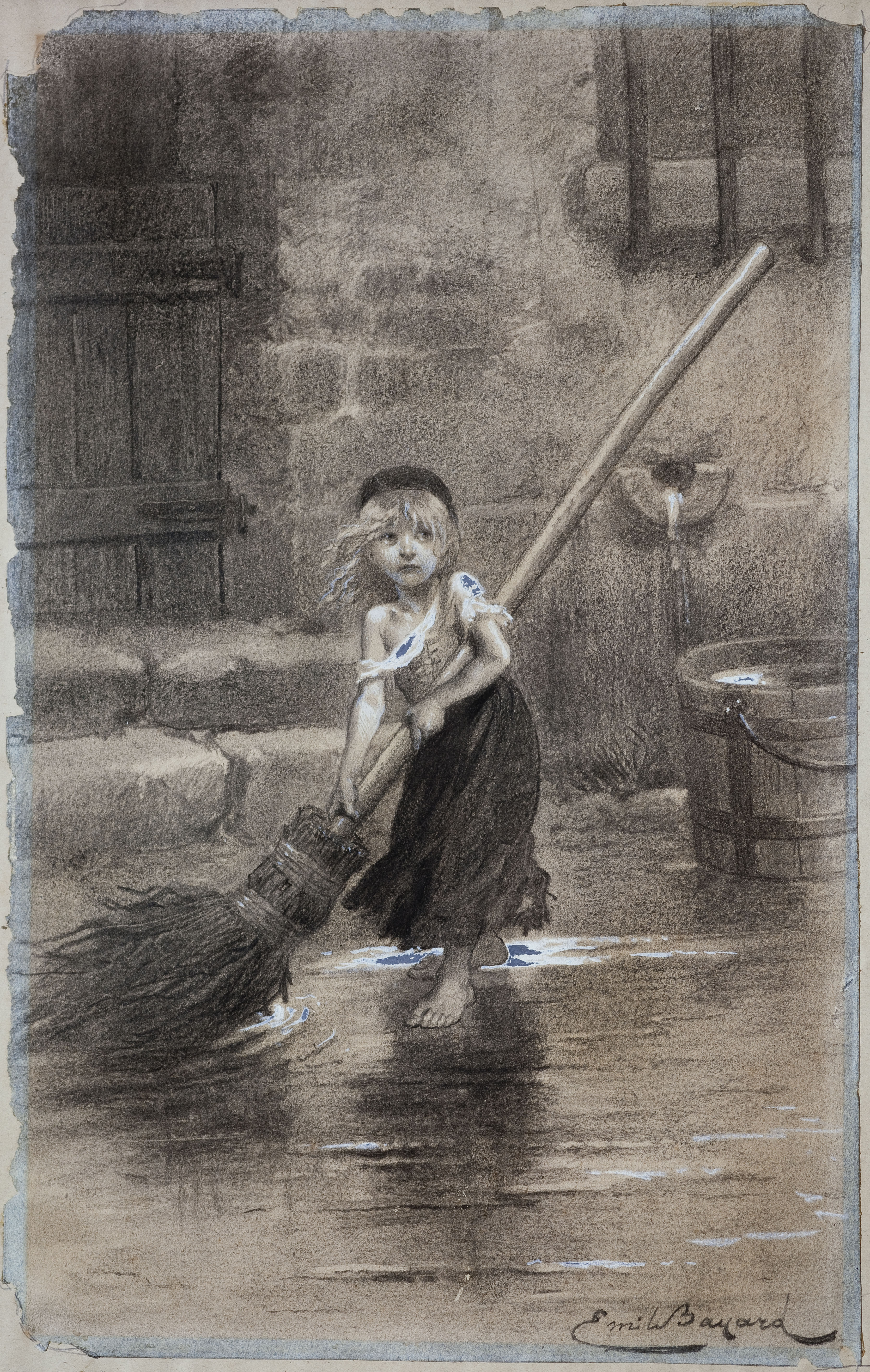
Illustration pour Cosette.
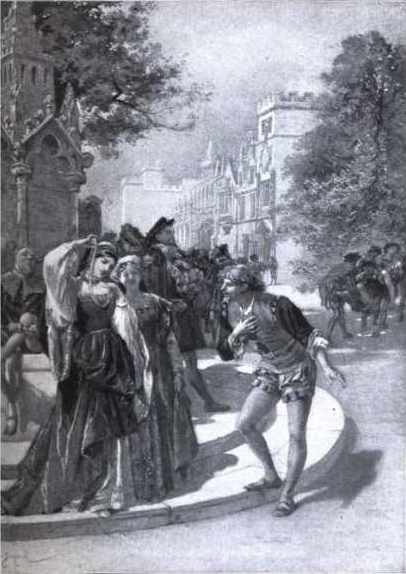
Illustration pour Comme il vous plaira de Shakespeare.
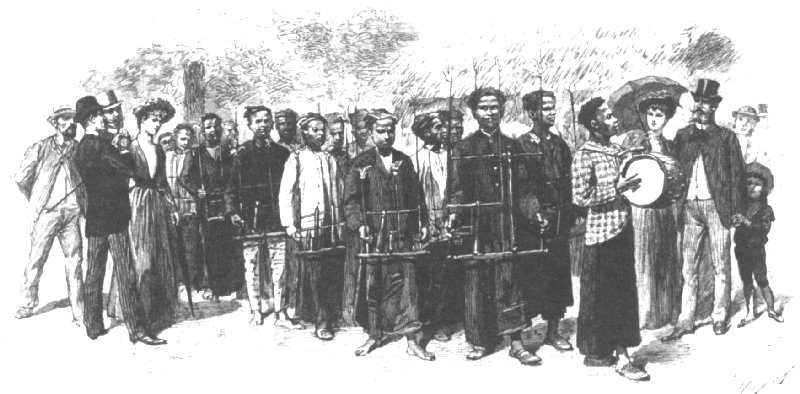
Joueurs d'angklung allant chercher les danseuses. Dessin paru dans L'Illustration en 1889.
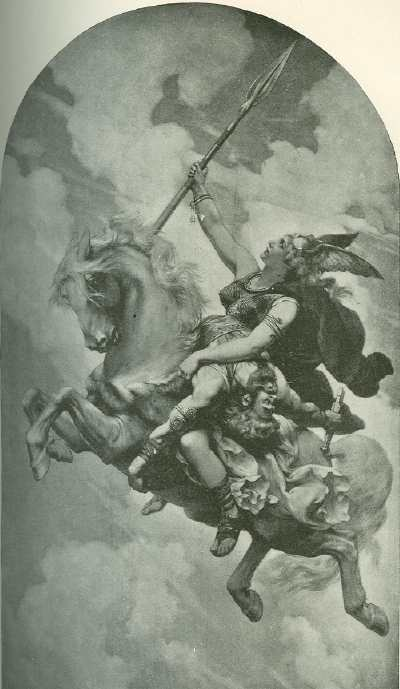
Valkyrie.
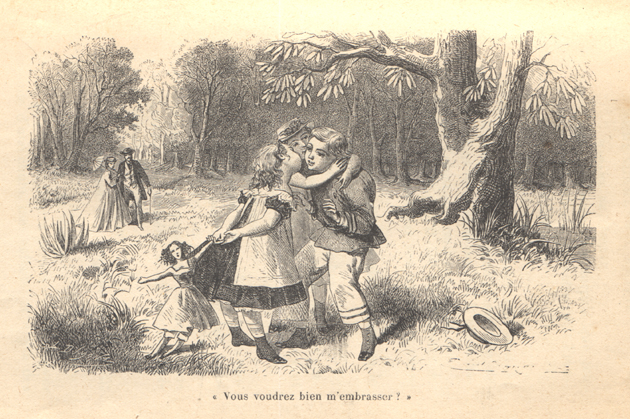
Illustration pour François le bossu de la comtesse de Ségur.
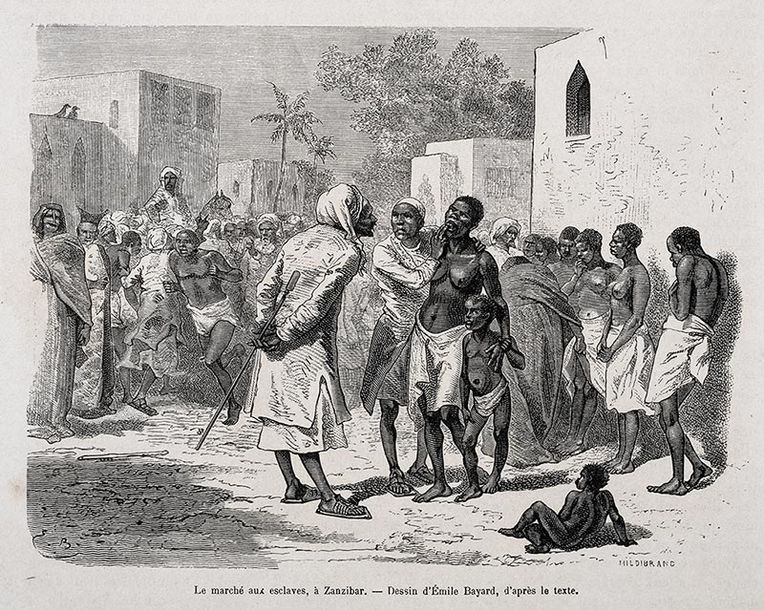
Un marché aux esclaves à Zanzibar, gravé par Hildebrand.